# Nāḩiyat Şadad
Nāḩiyat Şadad (arabiska: ناحية صدد) är ett subdistrikt i Syrien.   Det ligger i provinsen Homs, i den centrala delen av landet, 100 km nordost om huvudstaden Damaskus.
Trakten runt Nāḩiyat Şadad är ofruktbar med lite eller ingen växtlighet. Runt Nāḩiyat Şadad är det glesbefolkat, med 14 invånare per kvadratkilometer.